# ناوچه بودوز (۱۷۶۶)
بودوز (فرانسوی: Boudeuse‎)یک ناوچه بادبانی مجهز به ۳۲ قبضه توپ ۱۲ پوندی بود. در ۶ ژوئن ۱۷۶۵ (۱۷ خرداد ۱۱۴۴ خورشیدی) به نام بودوز نامگذاری شد. این کشتی بیشتر به خاطر کشتی سفر کاوشگری لویی آنتوان دو بوگنویل در طی سال‌های ۱۷۶۶ و ۱۷۶۹ مشهور است.بودوز همچنین در جنگ‌های انقلاب آمریکا و فرانسه خدمت کرد. که طی آن دو کشتی دشمن را به تصرف خود درآورد. او در اوایل سال ۱۸۰۰ برای استفاده از الوار آن به عنوان هیزم در مالت تخریب شد.

## سابقه خدمت

### اولینپیراناوبریفرانسوی

نقشه سفر بودوز به دور دنیا با نام‌های فرانسوی که در آن زمان نامیده می‌شدند

کشتی بودوز، تحت هدایت لویی آنتوان دو بوگنویل به همراه کشتی اِتوال، در ۱۵ نوامبر ۱۷۶۶ بندر نانت را برای اولین سفر دور کره زمین فرانسه، ترک کرد. در این سفر و در کشتی بودوز، فیلیبرت کومرسون، گیاه‌شناس و خدمتکار وی حضور داشتند، بعداً جراح کشتی در دریافت که این خدمتکار که خود را ژان باره معرفی نموده بود در واقع یک زن و معشوقه کامرسون و نام وافعی او ژِن باره بوده است. او در واقع اولین زنی بود که به دور کره زمین سفر کرده است.
کاوشگران در ۲۲ مارس به جزایر گروه توآموتو رسیده و در ۲ آوریل آنها قله مه هه تیا را دیده و کمی بعد از جزیره تاهیتی دیدارکردند. البته بوگنویل از دیدار ساموئل والیس با کشتی اچ ام اس دلفین از در کمتر یکسال پیش و ادعای مالکیت بریتانیا بر این جزیره، بی اطلاع بود؛ لذا مالکیت این جزیره را برای پادشاهی فرانسه ادعا نموده و نام آن را کیثیرای نو گذاشت (کیثیرا (به یونانی: Κύθηρα) جزیره ای است در یونان)
بوگنویل و افرادش تاهیتی را ترک کردند و یکی از اهالی تاهیتی به نام آهوتُرو را همراه خود به سفر بردند و به سمت غرب به سمت جنوب ساموآ و هبریدز نو حرکت کردند، سپس با مشاهده اسپیریتو سانتو به سمت غرب چرخید و همچنان به دنبال «قاره جنوبی» بود. در ۴ ژوئن کشتی بودوز تقریباً با شکن‌های سنگین برخورد کرد و مجبور شد مسیر خود را به سمت شمال و شرق تغییر دهد. بودوز تقریباً دیواره بزرگ مرجانی را یافت. کشتی سپس از مکانی که امروزه به عنوان جزایر سلیمان شناخته می‌شود، عبور کرد که به دلیل خشونت بومیان، از ورود به آن اجتناب نمود.بوگنویل سپس
جزیره بوگنویل را به نام خودش نامگذاری نمود. کاوشگران توسط بومیانی
جزیره ایرلند نو مورد حمله قرار گرفت، بنابراین آنها به سمت جزایر ملوک حرکت کردند.بوگنویل و افرادش در نهایت در باتاویا از سفر دور دنیای ساموئل والیس و کارترت در حدود یکسال قبل از ایشان مطلع شدند.
در ۱۶ مارس ۱۷۶۹ کاوشگران پیراناوبری (سفر به دور کره زمین) خود را و با از دست دادن تنها هفت نفر از بیش از ۲۰۰ نفر، به پایان رسانیدند، با این سطح بسیار کم تلفات و اعتبار کسب شده برای مدیریت هوشمندانه بوگنویل کاوشگران به سن-مالو رسیدند.
در طی سالهای ۱۷۷۵ تا ۱۷۷۶ کشتی بودور در  برست تحت بازسازی قرار گرفت.

### جنگ استقلال آمریکا
بودوز بعداً تحت فرماندهی ناوبان ژاک دو گُرنیردر جنگ استقلال آمریکا شرکت کرد. در ۱۳ ژانویه ۱۷۷۹، بودوز کشتی اسلوپ ۱۶ توپه اچ ام اس ویزل در نزدیکی سینت یوستیشس دستگیر نموده و به غنیمت گرفت. فرانسویان ویزل را به آنتیل برده و تمامی جنگ‌افزارهای آن را جدا نموده و برای کمک به  ناوگروه (اسکادران) دریاسالار کُنت دِستان افرستادند. سپس کشتی را در سال ۱۷۸۱ در گوادلوپ فروختند.
در ۲۸ فوریه، بودوز جزیره سن مارتن را تصرف نموده و در ۶ ژوئیه ۱۷۷۹، به عنوان عضوی از ناوگان گارد پشتیبان در نبرد گرانادا شرکت کرد.

### جنگ‌های انقلاب فرانسه
در جنگ‌های انقلاب فرانسه و در طی عملیات ۸ ژوئن ۱۹۷۴، بودوز ناوچه ۳۶ توپه فرانسوی آلسِست را که در تصرف نیروی دریایی پادشاهی ساردنی بود را از ایشان باز پس گرفت. بریتانیاها در اوت ۱۷۸۰ دوباره آلسِست را در  بندر تولون تصرف نموده و سپس آن کشتی را به ساردینی‌ها سپردند.

### آخرین سفر
در ۲۸ ژانویه ۱۷۹۹، بودوز، به فرماندهی ناوبان کالامان، از تولون به سمت مالت بادبان برافراشت. بودوز با تدارکات ضروریات برای پادگان فرانسوی محاصره شده در مالت که در آن زمان تحت محاصره بود، بارگیری شد. پادگان فرانسوی به فرماندهی ژنرال کلود هانری بلگراند دووبا (فرانسوی: Claude-Henri Belgrand de Vaubois‎) به دنبال شورش مسلحانه مالتی‌ها در سپتامبر ۱۷۹۸ به شهرهای مستحکم شده در اطراف حوضه بندرگاه بزرگ عقب‌نشینی کرده بود. بودوز در پوشش هوای نامساعد موفق شد از محاصره فرار کرده و در ۴ فوریه ۱۷۹۹ وارد بندرگاه بزرگ تحت کنترل فرانسه شد و در زیر باراکای پایین لنگر انداخت. در ژوئیه سال ۱۸۰۰، مقامات فرانسوی بودوز را برای استفاده از الوار آن به عنوان هیزم شکستند، زیرا ذخایر هیزم برای نانوایی‌ها تمام شده بود.